# Вуоксі
Вуоксі, Вуокса (рос. Вуокса; фін. Vuoksi; швед. Vuoksen; карел. Vuokša, Vöksa) — річка, розташована в північній частині Карельського перешийка, прямує з озера Саїмаа, на південному сході Фінляндії, в Ладозьке озеро на північному заході Росії. Річка впадає в Ладозьке озеро трьома гирлами, старе і головне гирло впадає на північ від Приозерська (Käkisalmi), невеликим гирлом за кілька км на північ. І з 1857 новим південним гирлом впадаючим за 50 км на південний схід, наразі Бурна (фін. Taipaleenjoki), яка стала провідним гирлом. Північне (старе) гирло скидає воду тільки з низовій сточища Вуоксі після 1857 і не має води з озера Саїмаа. Північне і південне гирло фактично належать двом окремим річковим системам, які іноді є ізольовані один від одного в сухий сезон.
Перепад висоти між озером Саїмаа і Ладозьким озером становить 69 м. Довжина річки 162 км через Приозерське гирло або 150 км через Бурну. Протягом більшої частини своєї течії річка складається з низки озер, пов'язаних разом єриками. Одне з цих озер, Уусиярві (фін. Uusijärvi) поблизу Приозерська, був перейменоване за СРСР у озеро Вуокса.

## Опис
Вуоксі з'єднує Ладогу з центральною частиною Фінляндії, і колись був важливим маршрутом для торгівлі та спілкування. Західне гирло, яке зникло через триваючий підйом землі, був альтернативним маршрутом для карелів до Фінської затоки, коли річка Нева була заблокована ворогом. Наразі Сайменський канал в обхід Вуоксі і потрапляє в Фінську затоку через Виборзьку затоку біля середньовічного міста Виборг.
За часів Зимової війни, річка Вуоксі була однією з провідних фінських оборонних ліній (Лінія Маннергейма та ВКТ-лінія) проти СРСР.

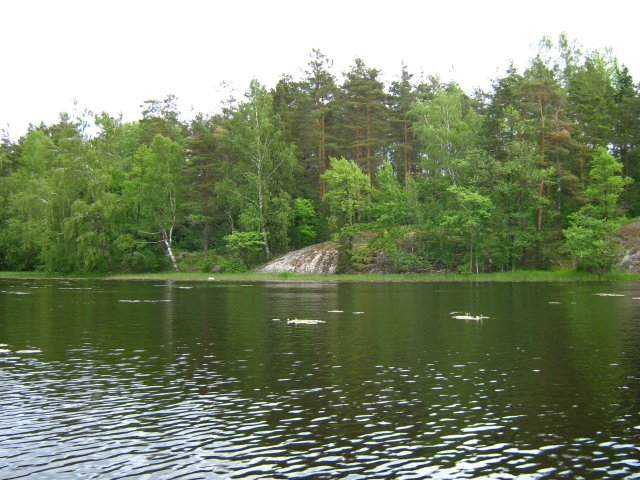
Вуокса біля Мельникового

За часів промислової революції, на порогах Вуоксі було побудовано гідроелектростанції, що зробило регіон Вуоксі у Фінляндії промисловим центром в кінці 19 століття. Після Зимової війни (1940), Карельський перешийок належить Росії, і лише 13 км від берегів річки залишається у Фінляндії.
Наразі гідроелектростанція знаходяться у Іматрі.
Околиці річки, в тому числі Корела (фін. Käkisalmi), є популярним місцем відпочинку мешканців Санкт-Петербурга.
Річка відома файними порогами, наприклад, біля Іматрі і біля села Лосево. Стрімнина з Вуоксі на Суходольське озеро біля Лосево є популярним місцем змагань на байдарках, каное та катамаранах. (Див. також Вовча (притока Вуокси)).
Наразі обговорюється в Росії, щоб знищити пороги біля Лосево і створити судноплавний канал, який буде з'єднувати Ладозьке озеро і Фінську затоку і дозволить нафтотанкерам обійти річку Неву і місто Санкт-Петербург.

## Геологічна історія

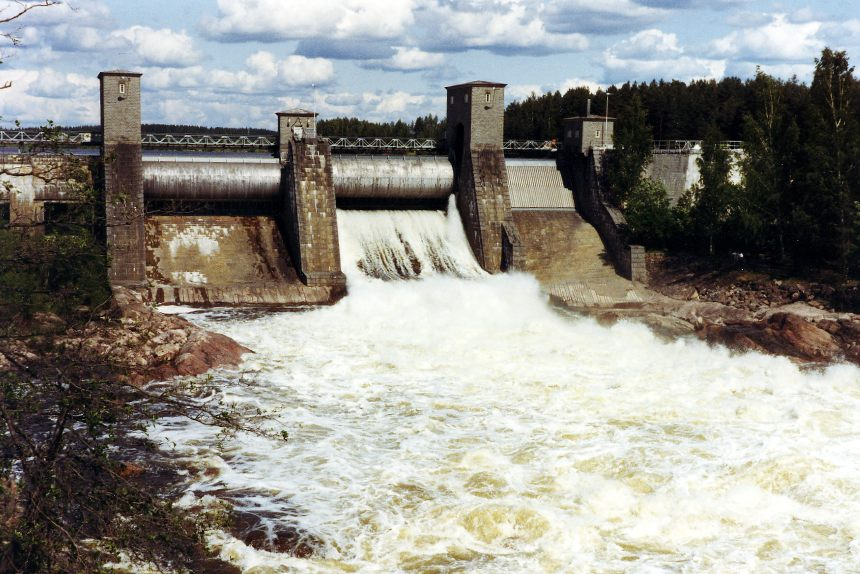
ГЕС Іматра на річці Вуокса

Близько 5 000 тому води з озера Саїмаа, прорвали пасма Салпаусселькя і утворили річку Вуоксі яке скидувала воду в Ладозьке озеро, і підняло рівень останнього на 1-2 м. Ладозьке озеро зазнало трансгресії, затопило низинні озера і Вуоксі, і прорвалося до Балтійського моря біля Хейн-Йоки, на схід від Виборгу. Рівень Ладоги поступово впав, і річка Нева прорвало пасмо до Фінської затоки близько 3100-2400 тому, але Вуоксі скидала воду до Виборзької затоки до 16 або 17 століття. Зв'язок припинився через триваючий підйом землі.
Навесні 1818 року через швидке танення снігу і рясних дощів води озера дуже піднялися й затопили луки ріллі розташовані на пасмі села Тайпале. Селяни почали копати канал для спуску паводкових вод в Ладогу. У ніч з 18 на 19 травня була сильна буря, і хвилі озера, прорвавши невелику перемичку, поглибили створений канал і з великою швидкістю попрямували до Ладоги. За короткий час рівень в озері знизився на 7 м, стік в північно-західному напрямі (до Вуоксі) припинився. Утворилось нове річище з великими порогами на місці перетину озових пагорбів. У 1857, канал до Вуоксі було викопано, але течія води показала через пороги навігація через Ківініемі, неможлива. Починаючи з 1857, річка Бурна і озеро Суходольське є провідним гирлом Вуоксі.